# Pavel Eliáš
Pavel Eliáš (Praag, 30 november 1986) is een Tsjechisch voetballer die bij voorkeur als middenvelder speelt. Sinds 2015 speelt hij bij SK Dynamo České Budějovice.

## Erelijst

### MetFK Jablonec 97
| Competitie                  | Winnaar | Winnaar | Runner-up | Runner-up |
| Competitie                  | Aantal  | Jaren   | Aantal    | Jaren     |
| --------------------------- | ------- | ------- | --------- | --------- |
| Nationaal                   |         |         |           |           |
| Pohár ČMFS (beker)          | 1x      | 2013    | 1x        | 2010      |
| Český Superpohár (supercup) | 1x      | 2013    |           |           |
| Gambrinus liga              |         |         | 1x        | 2010      |